# 올린 코퍼레이션
올린 코퍼레이션은 미국의 화학공업회사다.
비철금속 제품과 화학제품을 주력으로 생산하는 기업이다.
본사는 클레이턴에 있다.

## 역사
- 1892년 - 엔지니어 출신인 프랭클린 W. 올린에 의해 설립.
- 1944년 - 회사 이름을 올린인더스트리로 변경.
- 1969년 - 올린으로 사명변경